# Документ-камера

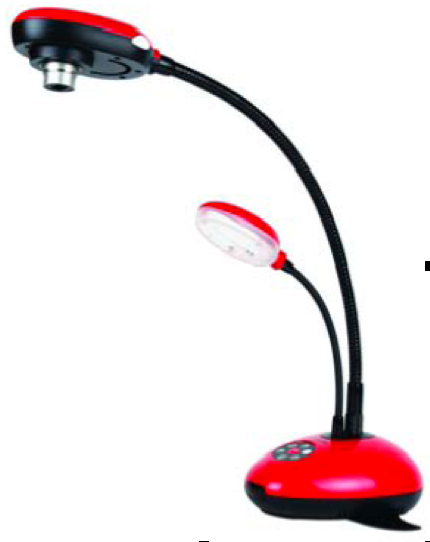
Документ-камера

Документ-камера — особливий клас телевізорних камер, які призначені для передачі зображень документів (наприклад, оригіналів на папері) у вигляді телевізорного сигналу або в довільній  іншій електронній формі. За конструктивною будовою схожа на кодоскоп, але з телекамерою на місці верхнього об'єктива-перископа.
Документ-камери дозволяють одержувати і транслювати в режимі реального часу чітке і різке зображення практично будь-якого об'єкта, в тому числі і трьохмірних.
Зображення, одержане за допомогою документ-камери, може бути уведено в комп'ютер, показане на екрані телевізора, передано через Інтернет, спроектоване на екран за допомогою мультимедіапроектора.
Типовим застосуванням документ-камери є:
- класна кімната
- аудиторія чи конференц-зала
- відеоконференція чи телепрезентація
- представлення документів у залах суду
- різноманітні медичні застосування (телемедицина, теле-патологія, рентгенівські плівки тощо)

Документ-камери замінили епіпроектори, які колись використовувалися для цієї мети. За допомогою збільшення зображення документ-камери можуть працювати з дуже дрібним шрифтом в книгах або з друкованими сторінками на традиційних прозорих плівках. Також приміщення не доведеться затемнювати, щоб працювати з документ-камерою. Більшість цих пристроїв можуть також відправляти відеосигнал до комп'ютера через кабель USB. Іноді документ-камери з'єднуються з діалоговим мультимедійними дошками(подібно до Panaboard, Qomo, Smartboard, Activboard або інші марки) замість стандартного екрану.

Документ-камера використовується в телепрезентаціїДокумент-камера використовується в телепрезентації

## Типи
Портативні 
Достатньо легкі (як правило до 5 кг), виготовлені з ударостійких матеріалів, що робить їх транспортування безпечнішим, оснащені ручкою для перенесення або спеціальною сумкою. Попри малий розмір мають високі технічні характеристики.
 Стаціонарні 
Масивні і важкі (до 15 кг), мають велику кількість рознімачів для передачі даних, відрізняються від портативних більш високою роздільною здатністю і розширеним набором функціональних можливостей.

## Використання
За допомогою документ-камери можна відображати рекламні матеріали, документи, слайди, рентгенівські знімки і просто зразки продукції або які-небудь предмети.
Документ-камери застосовуються в навчальному процесі, спрощують роботу з аудиторією. Оскільки передача даних відбувається в режимі реального часу, камери дозволяють здійснювати відеоконференції та ідеально підходять для віддаленого навчання.

## Додаткове обладнання
Адаптер для мікроскопа 
Використовується для підключення камери до окуляра мікроскопа.
 Антиблікова плівка 
Прозора плівка з матовим покриттям, що призначене для ліквідації бліків при проектуванні глянцевих поверхонь журналів, книг, фотографій і т. д.
 Кейс 
Звичайний дорожні кейси, що використовується для перевезення камери і мікроскопа або дві документ-камери.
 Підсвітка з лазерними вказівниками 
Лазери окреслюють область поля зору камери, тобто дозволяють визначити, куди покласти предмет.
 Світний планшет 
Призначений для рентгенівських знімків, прозорих плівок і т. д. Підключається безпосередньо до камери (для камер із вмонтованим планшетом додатковий планшет не потрібно).